# Cody Webb
Cody Matthew Webb, més conegut com a Cody Webb   (Watsonville, 31 de maig de 1988), és un pilot de trial i endurocross nord-americà que ha destacat en ambdues modalitats. Pel que fa al trial, va ser Campió dels Estats Units de trial indoor el 2007 i de trial outdoor el 2010, a banda de guanyar El Trial de España en sis ocasions entre el 2006 i el 2014.
Competint en endurocross, va guanyar-ne el Campionat del món el 2018 i el dels Estats Units els anys 2014, 2015 i 2017. També va obtenir tres medalles d'argent als X Games (concretament, als de Los Angeles el 2012 i 2014 i als de Foz do Iguaçu el 2013) i dues de bronze (als de Los Angeles i Barcelona de 2013).

## Palmarès
Font:
A 1 de gener de 2023

### Trial
- 1 Campionat dels EUA de trial indoor (2007)
- 1 Campionat dels EUA de trial outdoor (2010)
- 6 Victòries a El Trial de España (2006, 2008-2009, 2011, 2013-2014)

### EnduroCross
- 1 Campionat del Món de SuperEnduro (2017/18)
- 3 Campionats AMA d'EnduroCross (2014-2015 i 2017)
- 3 Medalles d'argent als X-Games (2012-2014)
- 2 Medalles de bronze als X-Games (2013)